# Нижний Конец (Вологодская область)
Нижний Конец — деревня в Бабаевском районе Вологодской области.
Входит в состав Центрального сельского поселения, с точки зрения административно-территориального деления — в Центральный сельсовет.
Расположена на левом берегу реки Суда. Расстояние по автодороге до районного центра Бабаево составляет 93 км, до центра муниципального образования деревни Киино — 5 км. Ближайшие населённые пункты — Кябелево, Морозово, Харино, Логиново.
Население по данным переписи 2002 года — 20 человек (9 мужчин, 11 женщин). Всё население — русские.